# 8e étape du Tour de France 1999
Pour un article plus général, voir Tour de France 1999.
La 8e étape du Tour de France 1999 s'est déroulée le dimanche 11 juillet 1999. Il s'agit d'un contre-la-montre disputé autour de Metz.

## Parcours
Au départ de Metz, le parcours passe par Longeville-les-Metz, Ban-Saint-Martin, Lorry-les-Metz avec la côte de Lorry-les-Metz classée en 4e catégorie, Amanvillers, Chatel-Saint-Germain, Rozérieulles, la côte de Gravelotte classée en 3e catégorie, Gravelotte (ravitaillement), Ars-sur-Moselle, Ancy-sur-Moselle, Novéant-sur-Moselle, Corny-sur-Moselle, Fey, près d'Augny, Marly, Montigny-lès-Metz et l'arrivée avenue Robert Schumann après 56.5 km en solitaire.

## Classement de l'étape
| \| Classement de l'étape \| Classement de l'étape \| Classement de l'étape \| Classement de l'étape \| Classement de l'étape \| \| Coureur \| Coureur \| Pays \| Équipe \| Temps \| \| --------------------- \| --------------------------- \| --------------------- \| -------------------------------- \| --------------------- \| \| 1er \| Lance Armstrong \| États-Unis \| US Postal Service \| DQ \| \| 2e \| Alex Zülle \| Suisse \| Banesto \| + 58 s \| \| 3e \| Christophe Moreau \| France \| Festina-Lotus \| + 2 min 05 s \| \| 4e \| Abraham Olano \| Espagne \| ONCE-Deutsche Bank \| + 2 min 22 s \| \| 5e \| Tyler Hamilton \| États-Unis \| US Postal Service \| + 3 min 31 s \| \| 6e \| Chris Boardman \| Royaume-Uni \| Crédit Agricole \| + 3 min 32 s \| \| 7e \| Álvaro González de Galdeano \| Espagne \| Vitalicio Seguros-Grupo Generali \| + 3 min 41 s \| \| 8e \| Jens Voigt \| Allemagne \| Crédit Agricole \| + 3 min 42 s \| \| 9e \| Stuart O'Grady \| Australie \| Crédit Agricole \| + 3 min 45 s \| \| 10e \| Laurent Dufaux \| Suisse \| Saeco-Cannondale \| + 3 min 56 s \| |                             |             |                                  |              |
| |                             |             |                                  |              |
| |                             |             |                                  |              |
| Classement de l'étape |                             |             |                                  |              |
| Coureur | Coureur                     | Pays        | Équipe                           | Temps        |
| 1er | Lance Armstrong             | États-Unis  | US Postal Service                | DQ           |
| 2e | Alex Zülle                  | Suisse      | Banesto                          | + 58 s       |
| 3e | Christophe Moreau           | France      | Festina-Lotus                    | + 2 min 05 s |
| 4e | Abraham Olano               | Espagne     | ONCE-Deutsche Bank               | + 2 min 22 s |
| 5e | Tyler Hamilton              | États-Unis  | US Postal Service                | + 3 min 31 s |
| 6e | Chris Boardman              | Royaume-Uni | Crédit Agricole                  | + 3 min 32 s |
| 7e | Álvaro González de Galdeano | Espagne     | Vitalicio Seguros-Grupo Generali | + 3 min 41 s |
| 8e | Jens Voigt                  | Allemagne   | Crédit Agricole                  | + 3 min 42 s |
| 9e | Stuart O'Grady              | Australie   | Crédit Agricole                  | + 3 min 45 s |
| 10e | Laurent Dufaux              | Suisse      | Saeco-Cannondale                 | + 3 min 56 s |

## Classement général
Le premier contre-la-montre de cette édition chamboule complètement le classement général. Le vainqueur de l'étape l'Américain Lance Armstrong  (US Postal Service) s'empare également du maillot jaune de leader. Il devance maintenant le Français Christophe Moreau (Festina-Lotus) de deux minutes et vingt secondes et l'Espagnol Abraham Olano (ONCE-Deutsche Bank) de plus de deux minutes et trente secondes. Grâce à son bon contre-la-montre (9e), l'Australien Stuart O'Grady (Crédit agricole) conserve sa place dans le top 10 à la 4e place.
| \| Classement général \| Classement général \| Classement général \| Classement général \| Classement général \| \| Coureur \| Coureur \| Pays \| Équipe \| Temps \| \| ------------------ \| --------------------------- \| ------------------ \| -------------------------------- \| ------------------ \| \| 1er \| Lance Armstrong \| États-Unis \| US Postal Service \| DQ \| \| 2e \| Christophe Moreau \| France \| Festina-Lotus \| + 2 min 20 s \| \| 3e \| Abraham Olano \| Espagne \| ONCE-Deutsche Bank \| + 2 min 33 s \| \| 4e \| Stuart O'Grady \| Australie \| Crédit Agricole \| + 3 min 25 s \| \| 5e \| Álvaro González de Galdeano \| Espagne \| Vitalicio Seguros-Grupo Generali \| + 4 min 10 s \| \| 6e \| Jens Voigt \| Allemagne \| Crédit Agricole \| + 4 min 10 s \| \| 7e \| Laurent Dufaux \| Suisse \| Saeco-Cannondale \| + 4 min 19 s \| \| 8e \| Andrea Peron \| Italie \| ONCE-Deutsche Bank \| + 4 min 22 s \| \| 9e \| Santos González \| Espagne \| ONCE-Deutsche Bank \| + 4 min 37 s \| \| 10e \| Daniele Nardello \| Italie \| Mapei-Quick Step \| + 4 min 46 s \| |                             |            |                                  |              |
| |                             |            |                                  |              |
| |                             |            |                                  |              |
| Classement général |                             |            |                                  |              |
| Coureur | Coureur                     | Pays       | Équipe                           | Temps        |
| 1er | Lance Armstrong             | États-Unis | US Postal Service                | DQ           |
| 2e | Christophe Moreau           | France     | Festina-Lotus                    | + 2 min 20 s |
| 3e | Abraham Olano               | Espagne    | ONCE-Deutsche Bank               | + 2 min 33 s |
| 4e | Stuart O'Grady              | Australie  | Crédit Agricole                  | + 3 min 25 s |
| 5e | Álvaro González de Galdeano | Espagne    | Vitalicio Seguros-Grupo Generali | + 4 min 10 s |
| 6e | Jens Voigt                  | Allemagne  | Crédit Agricole                  | + 4 min 10 s |
| 7e | Laurent Dufaux              | Suisse     | Saeco-Cannondale                 | + 4 min 19 s |
| 8e | Andrea Peron                | Italie     | ONCE-Deutsche Bank               | + 4 min 22 s |
| 9e | Santos González             | Espagne    | ONCE-Deutsche Bank               | + 4 min 37 s |
| 10e | Daniele Nardello            | Italie     | Mapei-Quick Step                 | + 4 min 46 s |

## Classements annexes
| Classement par points | Classement par points | Classement par points | Classement par points | Classement par points |
| Coureur               | Coureur               | Pays                  | Équipe                | Points                |
| --------------------- | --------------------- | --------------------- | --------------------- | --------------------- |
| 1er                   | Jaan Kirsipuu         | Estonie               | Casino                | 215 pts               |
| 2e                    | Mario Cipollini       | Italie                | Saeco-Cannondale      | 182 pts               |
| 3e                    | Stuart O'Grady        | Australie             | Crédit Agricole       | 181 pts               |
| 4e                    | Erik Zabel            | Allemagne             | Deutsche Telekom      | 172 pts               |
| 5e                    | George Hincapie       | États-Unis            | US Postal Service     | 139 pts               |

| Classement par points | Classement par points | Classement par points | Classement par points | Classement par points |
| Coureur               | Coureur               | Pays                  | Équipe                | Points                |
| --------------------- | --------------------- | --------------------- | --------------------- | --------------------- |
| 1er                   | Jaan Kirsipuu         | Estonie               | Casino                | 215 pts               |
| 2e                    | Mario Cipollini       | Italie                | Saeco-Cannondale      | 182 pts               |
| 3e                    | Stuart O'Grady        | Australie             | Crédit Agricole       | 181 pts               |
| 4e                    | Erik Zabel            | Allemagne             | Deutsche Telekom      | 172 pts               |
| 5e                    | George Hincapie       | États-Unis            | US Postal Service     | 139 pts               |

| Classement de la montagne | Classement de la montagne | Classement de la montagne | Classement de la montagne | Classement de la montagne |
| Coureur                   | Coureur                   | Pays                      | Équipe                    | Points                    |
| ------------------------- | ------------------------- | ------------------------- | ------------------------- | ------------------------- |
| 1er                       | Mariano Piccoli           | Italie                    | Lampre-Daikin             | 37 pts                    |
| 2e                        | Laurent Brochard          | France                    | Festina-Lotus             | 15 pts                    |
| 3e                        | Lylian Lebreton           | France                    | BigMat-Auber 93           | 13 pts                    |
| 4e                        | Lance Armstrong           | États-Unis                | US Postal Service         | DQ                        |
| 5e                        | Jacky Durand              | France                    | Lotto-Mobistar            | 11 pts                    |

| Classement de la montagne | Classement de la montagne | Classement de la montagne | Classement de la montagne | Classement de la montagne |
| Coureur                   | Coureur                   | Pays                      | Équipe                    | Points                    |
| ------------------------- | ------------------------- | ------------------------- | ------------------------- | ------------------------- |
| 1er                       | Mariano Piccoli           | Italie                    | Lampre-Daikin             | 37 pts                    |
| 2e                        | Laurent Brochard          | France                    | Festina-Lotus             | 15 pts                    |
| 3e                        | Lylian Lebreton           | France                    | BigMat-Auber 93           | 13 pts                    |
| 4e                        | Lance Armstrong           | États-Unis                | US Postal Service         | DQ                        |
| 5e                        | Jacky Durand              | France                    | Lotto-Mobistar            | 11 pts                    |

| Classement du meilleur jeune | Classement du meilleur jeune | Classement du meilleur jeune | Classement du meilleur jeune | Classement du meilleur jeune |
| Coureur                      | Coureur                      | Pays                         | Équipe                       | Temps                        |
| ---------------------------- | ---------------------------- | ---------------------------- | ---------------------------- | ---------------------------- |
| 1er                          | Magnus Bäckstedt             | Suède                        | Crédit Agricole              | 33 h 39 min 31 s             |
| 2e                           | Luis Pérez Rodríguez         | Espagne                      | ONCE-Deutsche Bank           | + 2 s                        |
| 3e                           | Benoît Salmon                | France                       | Casino                       | + 1 min 24 s                 |
| 4e                           | Christian Vande Velde        | États-Unis                   | US Postal Service            | + 2 min 58 s                 |
| 5e                           | Mario Aerts                  | Belgique                     | Lotto-Mobistar               | + 3 min 21 s                 |

| Classement du meilleur jeune | Classement du meilleur jeune | Classement du meilleur jeune | Classement du meilleur jeune | Classement du meilleur jeune |
| Coureur                      | Coureur                      | Pays                         | Équipe                       | Temps                        |
| ---------------------------- | ---------------------------- | ---------------------------- | ---------------------------- | ---------------------------- |
| 1er                          | Magnus Bäckstedt             | Suède                        | Crédit Agricole              | 33 h 39 min 31 s             |
| 2e                           | Luis Pérez Rodríguez         | Espagne                      | ONCE-Deutsche Bank           | + 2 s                        |
| 3e                           | Benoît Salmon                | France                       | Casino                       | + 1 min 24 s                 |
| 4e                           | Christian Vande Velde        | États-Unis                   | US Postal Service            | + 2 min 58 s                 |
| 5e                           | Mario Aerts                  | Belgique                     | Lotto-Mobistar               | + 3 min 21 s                 |

| Classement par équipes | Classement par équipes | Classement par équipes | Classement par équipes |
| Équipe                 | Équipe                 | Pays                   | Temps                  |
| ---------------------- | ---------------------- | ---------------------- | ---------------------- |
| 1re                    | US Postal Service      | États-Unis             | 100 h 52 min 29 s      |
| 2e                     | ONCE-Deutsche Bank     | Espagne                | + 1 min 51 s           |
| 3e                     | Crédit Agricole        | France                 | + 2 min 28 s           |
| 4e                     | Festina-Lotus          | France                 | + 6 min 36 s           |
| 5e                     | Mapei-Quick Step       | Belgique               | + 7 min 01 s           |

| Classement par équipes | Classement par équipes | Classement par équipes | Classement par équipes |
| Équipe                 | Équipe                 | Pays                   | Temps                  |
| ---------------------- | ---------------------- | ---------------------- | ---------------------- |
| 1re                    | US Postal Service      | États-Unis             | 100 h 52 min 29 s      |
| 2e                     | ONCE-Deutsche Bank     | Espagne                | + 1 min 51 s           |
| 3e                     | Crédit Agricole        | France                 | + 2 min 28 s           |
| 4e                     | Festina-Lotus          | France                 | + 6 min 36 s           |
| 5e                     | Mapei-Quick Step       | Belgique               | + 7 min 01 s           |